# Patrick Allan Fraser
Patrick Allan Fraser (né Patrick Allan ; 1813 - 1890) est un peintre et architecte écossais.

## Biographie

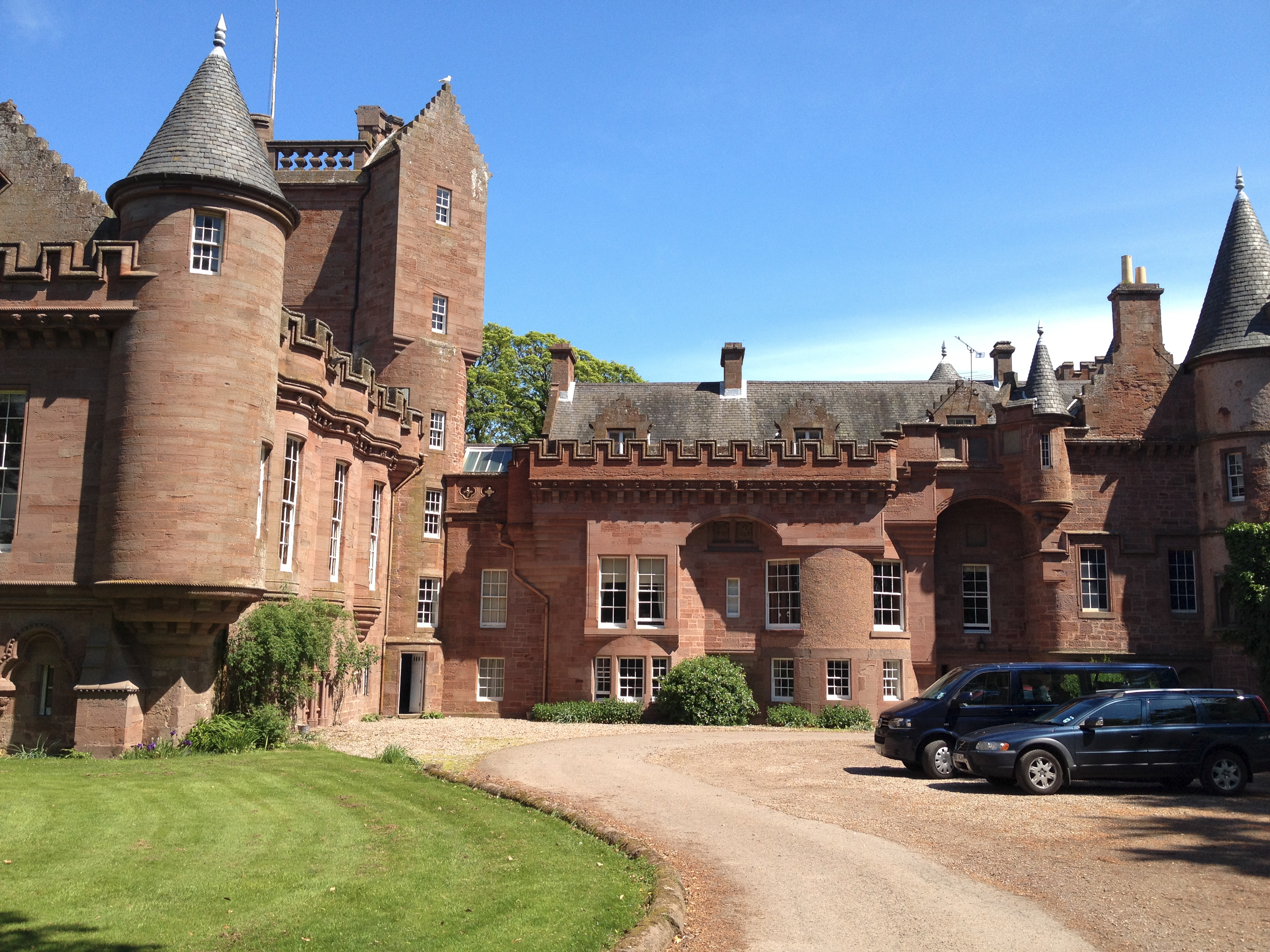
Hospitalfield House, Arbroath

Il est né à Arbroath en 1813, fils du marchand de tissage Robert Allan. Il commence une formation d'avocat, mais est ensuite engagé dans l'entreprise de peinture en bâtiment de son grand-père et est encouragé à étudier à la Trustees 'Academy à la fin de son apprentissage. Il y rencontre Robert Scott Lauder et l'accompagne à Rome au milieu des années 1830. Les Lauder retournent en Écosse en 1838 mais Fraser s'installe un temps à Paris, peignant des vues de la ville. Il est de retour à Arbroath en 1839, mais s'installe ensuite à Londres.
Allan retourne à Arbroath en 1842 à l'invitation de l'éditeur d'Édimbourg Cadell, qui souhaite qu'il illustre une nouvelle édition de The Antiquary de Walter Scott mais l'édition n'est jamais publiée. En 1843, Allan épouse l'héritière Elizabeth Fraser et prend son nom. Ensemble, ils remodèlent Hospitalfield House avec des artisans locaux et transforment une grange du XVIIIe siècle en galerie, ajoutant une échauguette de cinq étages et une grande aile. En 1856, les Fraser commencent la rénovation du domaine du château de Blackcraig à Strathardle. Patrick est architecte et supervise lui-même la rénovation. Il commande des portraits de membres du groupe d'artistes anglais The Clique pour Hospitalfield.

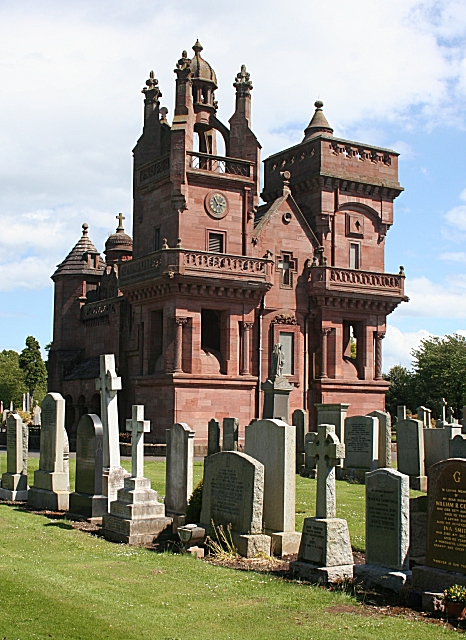
La chapelle mortuaire Fraser à Arbroath qu'il a construite pour sa femme

Après la mort de sa femme en 1873, il construit un mausolée en son nom, la chapelle mortuaire Fraser au cimetière occidental d'Arbroath. La chapelle mortuaire est un bâtiment classé de catégorie A depuis 1997.
En 1873, il s'installe à Rome et est élu président de la British Academy of Arts de Rome. Il meurt, sans enfant, le 17 septembre 1890. Il dote le Patrick Allan-Fraser de Hospitalfield Trust pour établir à Hospitalfield House un collège d'art "pour l'assistance et l'encouragement des jeunes hommes n'ayant pas leurs propres moyens qui seront désireux de suivre une ou plusieurs des professions de la peinture, de la sculpture, la sculpture sur bois, l'architecture et la gravure".
Le style architectural de Fraser est décrit dans sa conférence "Architecture With Special Reference to Local Buildings", qui est publiée dans le numéro de The Building Chronicle de mai 1854 sous le titre "Amateur Criticism of Architectural Works". Il met l'accent sur la construction économique et morale, notions qui sont exposées dans son ouvrage de 1861 An Unpopular View of Our Times .